# Nicole Garcia
Nicole Garcia, född 22 april 1946 i Oran, Franska Algeriet, är en fransk skådespelerska, filmregissör och manusförfattare.

## Utmärkelser
Garcia har bland annat vunnit Césarpriset för bästa kvinnliga biroll 1980.

## Filmografi i urval
- 1971 – Faire l'amour ... de la pilule à l'ordinateur (roll)
- 1974 – Festen kan börja (roll)
- 1976 – Över hans döda kropp (roll)
- 1980 – Min farbror från Amerika (roll)
- 1985 – Farlig lek (roll)
- 1985 – Sanningens pris (roll)
- 1986 – En man och en kvinna – 20 år senare (roll)
- 1990 – Un week-end sur deux (manus och regi)
- 1998 – Place Vendôme (manus och regi)
- 2002 – Motståndaren (manus och regi)
- 2006 – Tre dagar med Charlie (regi)
- 2010 – Un balcon sur la mer (manus och regi)
- 2013 – Un beau dimanche (regi)
- 2016 – Brev från månen (manus och regi)
- 2019 – Inte den du tror (roll)
- 2021–2023 – Lupin (TV-serie) (roll)
- 2022 – En vacker dag... (roll)